# Szittyó
A szittyó (Juncus), szövőke, néhol kocsifű a róla elnevezett növénycsalád típusnemzetsége több mint 200 fajjal.

## Származása, elterjedése
Alapvetően az északi féltekén terjedt el, de azon belül jóformán mindenfelé megtalálható. Magyarországon 28 faja honos, közülük a kopácsos szittyó védett.

## Megjelenése, felépítése
Levele váltakozó vagy kétsoros, hengeres, rekeszekre tagolt.
Ecsetvirágzata a szár csúcsa alatti hasadékból nő ki.
Termése tok; a háromüregű magház sok magkezdeményt tartalmaz.

## Életmódja
Tipikusan a nedves termőhelyek növénye, aminek következtében szára és leveleinek belsejét fiókos átszellőztető alapszövet (aerenchyma) tölti ki.
Általában seregesen nő, gyakran társulásalkotó. Más fűféléket elnyom maga körül.

## Felhasználása
A jószág csak fiatal leveleit legeli, később csak kényszerűségből takarmány.
Az éles szittyó Európa déli részén terem, egész méternyi, már Dioszkoridész hasmenés ellen és vizelethajtónak ajánlotta.
A békaszittyó és a csomós szittyó nedves helyen csoportosan, néhol zsombékot alkotva nő. Szára erős, hajlékony és szívós, ezért régebben a kosárfonók kisebb tárgyakat, kosarakat, ernyőket, székeket, süvegeket, varsát stb. kötöttek belőle, a kertészek pedig kötözőanyagnak használták. Belét mécsben égették, kúszó ágas tőkéjét (radix junci) kövesedés elleni gyógyhatású készítménynek tartották.